# Космос-972
Космос-972 је један од преко 2400 совјетских вјештачких сателита лансираних у оквиру програма Космос.
Космос-972 је лансиран са космодрома Плесецк, СССР, 27. децембра 1977. Ракета-носач је поставила сателит у орбиту око планете Земље. Маса сателита при лансирању је износила 5000 килограма. Космос-972 је био сателит намијењен за електронско извиђање, јављање и навођење.